# Psychotria multicostata
Psychotria multicostata är en måreväxtart som beskrevs av Theodoric Valeton. Psychotria multicostata ingår i släktet Psychotria och familjen måreväxter. Inga underarter finns listade i Catalogue of Life.